# Pandanus unguifer
Pandanus unguifer är en enhjärtbladig växtart som beskrevs av Joseph Dalton Hooker. Pandanus unguifer ingår i släktet Pandanus och familjen Pandanaceae. Inga underarter finns listade.